# ネイピア ノーマッド

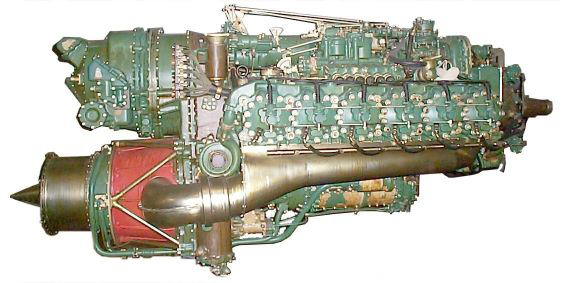
ノーマッドエンジン（2型）。下部の太いダクトが各シリンダーからの排気ガスを集めて後部のタービン部へと送り、コーンが覗く噴射口から最終的な排気が行われる。

ノーマッド（Nomad ）とはイギリスのネイピア・アンド・サン（以下ネイピア）が1950年前後に開発した航空機用の液冷式水平対向12気筒2ストローク・ディーゼルエンジンである。
主任技師はE.E.チャッタートン（E.E.Chatterton ）。通常のレシプロ機関による出力に加え、ターボチャージャーやターボコンパウンドと類似した仕組でタービンを介して排気のエネルギーを回収し、さらに排気流による推力を得られるような工夫が施されていた。ディーゼルエンジンにこのような機構を組み込むことにより低燃費と大出力（3,000 hp以上）を同時に実現することに成功したが、試験に手間取っている内により扱いやすいジェットエンジンが普及し、量産・発展を見ることなく終わった。

## 開発経緯
1945年、イギリス空軍省は長距離大型機向けに6,000 hp級の低燃費エンジン開発の諮問を行った。ネイピアはこれに答え、一種のターボプロップ機構を複合した2ストローク・ディーゼルエンジン案を空軍省に提出した。低燃費を実現するために2ストローク・ディーゼルエンジンとし、さらにこれに当時カーチス・ライトが実用化したターボコンパウンド（R-3350に実装）と類似のエネルギー回収機構を設けて大出力を狙ったのである。
またネイピアでは以前に2ストローク・対向ピストン式ディーゼルエンジンのユンカース製ユモ204（英語版）のライセンスを取得し、カルヴァリン(Culverin)として開発した経緯があった。しかし1939年の第二次世界大戦の勃発により、スリーブバルブを採用した同社の大出力エンジンであるセイバーの開発・生産が優先され、カルヴァリンの開発とそれを2列並べてセイバーと同じH型エンジンとした発展型の研究は休止されてしまった。ノーマッドのコアであるディーゼル機関部はこのカルヴァリンと同様の水平対向型12シリンダーを持つものであった。

## 設計

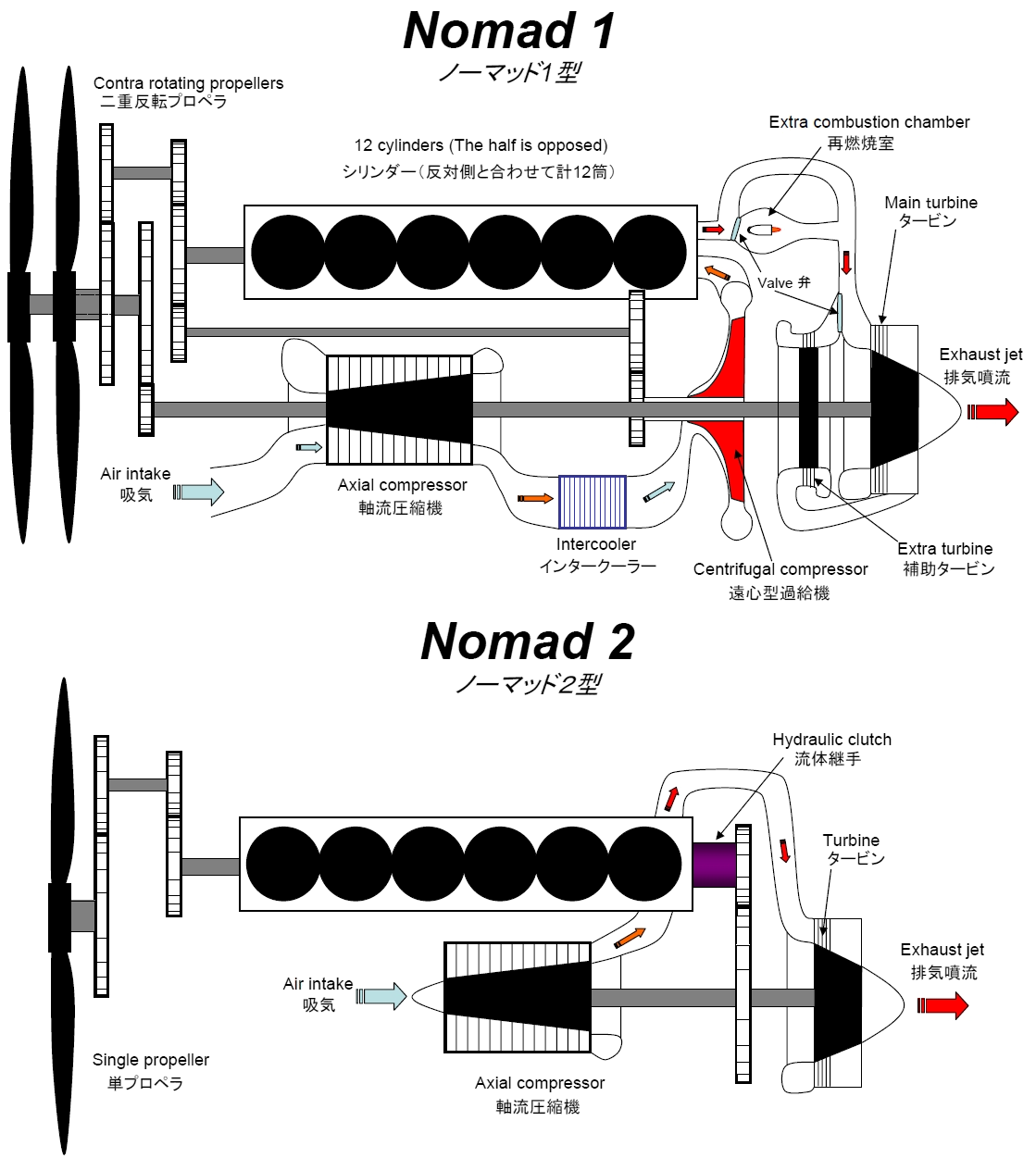
ノーマッド1型と2型の仕組の概略図。1型に比べ2型の機構はかなり簡略化されている。なお図中の各部分のスケールや減速機構は現実のものとは異なり、説明のために象徴化したものである。

ノーマッドは基本的にはレシプロエンジンで、そのクランクシャフトで駆動するプロペラを持っているが、このほかに、排気流によって3段の主タービンを回し、そのタービンと直結したシャフトからも動力を取り出せるようになっており、このタービン直結シャフトでもう一基のプロペラを逆回転させる2重反転プロペラとなっている。またタービンが回すシャフトは12段の軸流式圧縮機と同軸であった。この軸流圧縮機はインタークーラーを挟んでその後段に設置されていたクランクシャフト駆動の1段遠心式過給機（スーパーチャージャー）と共に吸気を加圧するために使われた。排気流は最終的にエンジン後方から排出され、その気流により推力が加算されるようになっていた。さらに排気を再燃焼するための燃焼器を備えており、大きな出力が必要になる離陸時には一種のアフターバーナーとして機能し出力・推力を増強させることができた（これは排気に未燃焼燃料が多く含まれる2ストロークサイクルエンジンとディーゼルエンジンの特性を利用したものであった）。なお、再燃焼室を用いる場合は主タービンと同軸の補助タービンも同時に使用された。
以上のようにノーマッドは通常のレシプロエンジンに加えてガスタービンエンジン的な機構を持ち、ディーゼルエンジンとターボプロップの複合機関として言及されることがある。
なお、上記の仕組を持つノーマッド1型に対し、後にノーマッド2型と呼ばれる派生型が開発された。ノーマッド2型は1型の機構の簡略化を目指したものであり、排気再燃焼機構・クランクシャフト駆動の遠心式過給機が省かれ、タービン動力の一部は流体継手を介してクランクシャフトに伝達され、一基プロペラだけを回転させるようになっていた。この流体継手を用いた排気エネルギー回生方式はターボコンパウンドと同様で、またタービンと同軸で回転する軸流圧縮機はプロペラとの繋がりがなくなり、ほぼターボチャージャーと同等になったと言える。

## 試作・評価
1948年にノーマッド1型の軸流圧縮機とタービン周りのシステムの試験が行われ、1949年10月には組み立てられたエンジンの運転が行われた。そして飛行試験のためノーマッド1型を機首前方に特設した爆撃機リンカーンの初飛行は1950年になされた。計1,000時間の飛行試験が行われたが、ノーマッドは非常に気性が荒く制御の難しいエンジンであった。正常に運転できた場合の主要性能値は、軸出力3,000 hp、排気推力1.4 kN、燃費0.164 kg/(hp·h)であった。これは悪くない数値ではあるが、投入された新機軸やエンジンサイズの割には期待はずれのものと言わざるを得なかった。
一方、ノーマッド1型の試験が行われている間に改良型のノーマッド2型の設計が既に完了していた。ノーマッド2型は哨戒機シャクルトンに搭載されて試験が行われた。燃費は0.157 kg/(hp·h)まで改善されその他各性能も向上していることが確かめられたが、1型と同様に大きさに比して出力が低い上に扱いにくいエンジンであることには変わりなく、1954年には空軍の関心が失われ、翌年の1955年4月に開発は中止となってしまった。また、既にターボジェットエンジンや純粋なガスタービン駆動のターボプロップが実用化されていたことも決め手となった。

## 主要性能諸元（ノーマッド2型）
- タイプ：水平対向型12シリンダー液冷ディーゼルエンジン（2ストローク、排気エネルギー回生機構付き）
- 口径：152.4 mm
- ストローク：187.3 mm
- 排気量：41 L
- 乾燥重量：1,625 kg
- エンジン圧縮比：8
- 軸流圧縮機圧縮率：8.25
- 出力：

離昇時：軸出力3,046hp + 排気推力1.1kN = 軸出力換算3,135hp （2,050rpm、ブースト圧 614 kPa）
水噴射時：軸出力換算4,095 hp
- 燃費：0.157 kg/(hp·h) （0.210 kg/(kW·h)）
- 出力排気量比：76.2 hp/L
- 出力重量比：1.93 hp/kg